# Mathias Boe
Mathias Boe (Frederikssund, 11 luglio 1980) è un giocatore di badminton danese, vincitore della medaglia d'argento ai Giochi olimpici di Pechino 2008, nel doppio.

## Palmarès
- Giochi olimpici

Londra 2012: argento nel doppio.
- Campionati mondiali di badminton

2013 - Canton: argento nel doppio maschile.
- Campionati europei di badminton

2006 - Den Bosch: argento nel doppio maschile.
2010 - Manchester: argento nel doppio maschile.
2012 - Karlskrona: oro nel doppio maschile.
2014 - Kazan': bronzo nel doppio maschile.